# Nowa Iwiczna (przystanek kolejowy)
Nowa Iwiczna – kolejowy przystanek osobowy w Nowej Iwicznej, gminie Lesznowola, powiecie piaseczyńskim, województwie mazowieckim, w Polsce. Położony jest na linii kolejowej nr 8 Warszawa Zachodnia - Kraków Główny. 

## Infrastruktura

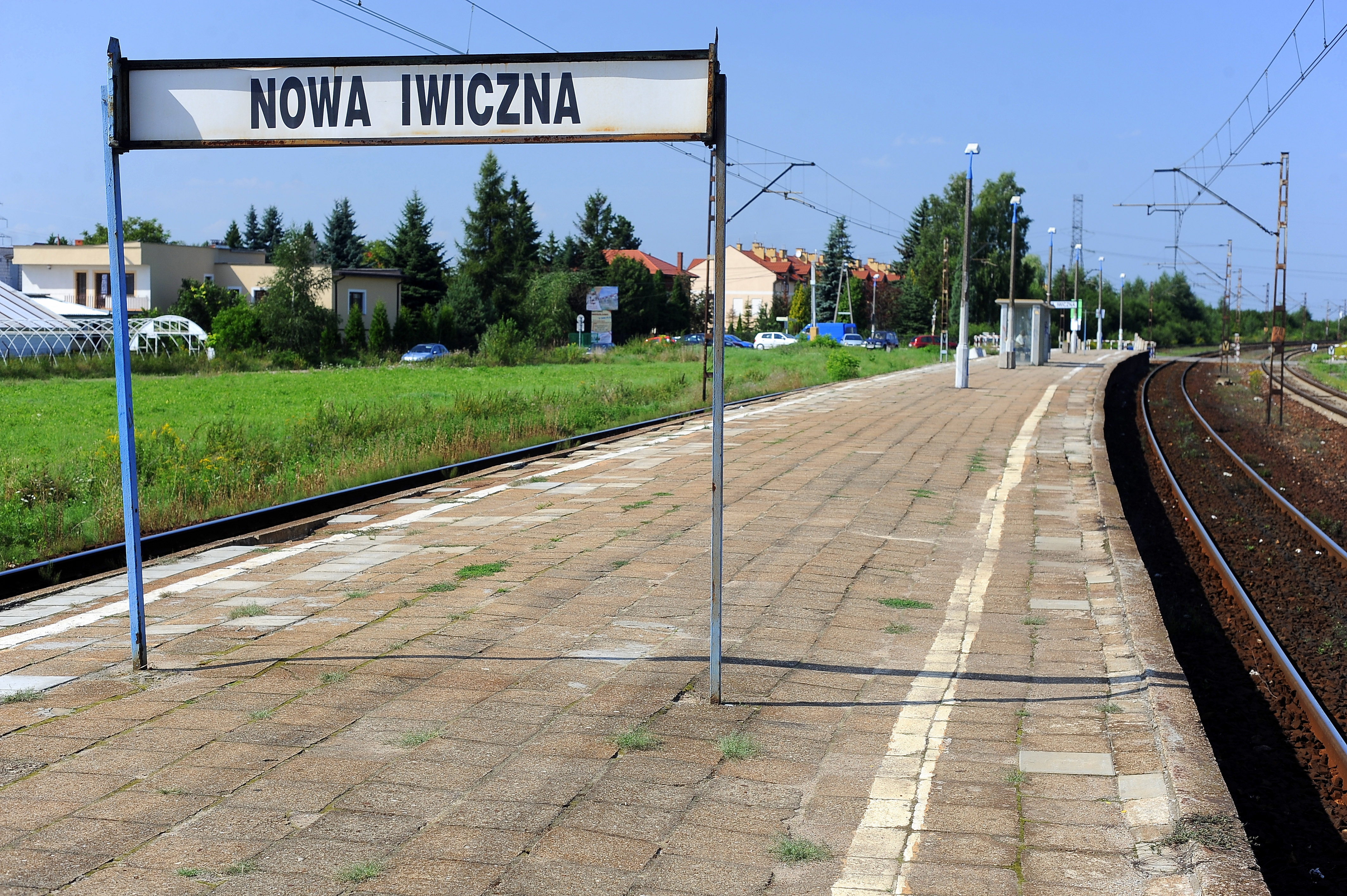
Przystanek osobowy Nowa Iwiczna przed modernizacją. Widok w kierunku północnym (Warszawy Okęcia).

Obiekt posiada dwa perony jednokrawędziowe pomiędzy którymi znajdują się dwa tory szlakowe linii kolejowej nr 8, na której jest usytuowany. Od momentu oddania do użytku w 1963 roku posiadał kasę biletową. Ta jednak została zlikwidowana, a jej budynek zaadaptowano na kiosk. Budynek został jednak rozebrany. Na południe od peronów, w pobliżu dojścia do nich znajduje się usytuowany w ciągu ul. Krasickiego przejazd kolejowo-drogowy kategorii A. Mieści się tam posterunek dróżnika.

## Ruch pasażerski[7]
| Rok  | Wymiana pasażerska na dobę |
| ---- | -------------------------- |
| 2017 | 1000-1500                  |
| 2018 | 1000-1500                  |
| 2019 | 700-999                    |
| 2020 | 300-499                    |
| 2021 | 500-699                    |
| 2022 | 700-999                    |
| 2023 | 1400                       |

## Linie
| Linia | Operator           | Trasa                                                                         |
| ----- | ------------------ | ----------------------------------------------------------------------------- |
| R80   | Koleje Mazowieckie | Radom Główny - Nowa Iwiczna - Warszawa Zachodnia (peron 9) - Warszawa Gdańska |
| S4    | SKM Warszawa       | Piaseczno - Nowa Iwiczna - Zegrze Południowe                                  |
| S40   | SKM Warszawa       | Piaseczno - Nowa Iwiczna - Wieliszew/Radzymin/Warszawa Rakowiec               |